# 南壇水月庵
23°33′36″N 120°19′27″E / 23.559973°N 120.324250°E
南壇水月庵，是位於臺灣嘉義縣新港鄉共和村的觀音寺。

## 歷史
乾隆二十四年（1759年），泉州安溪人陳順直渡海來此，於笨港南郊菜園農耕，並在南壇講道。漢人習俗會在重要城鎮郊外設置郊壇，作為移靈返鄉之用，如笨港的南壇與北壇。農曆三月十九日北港朝天宮出巡範圍，是以這兩壇作南北兩端。
乾隆四十七年（1782年），苯港漳、泉人為生意產生衝突，發生泉漳械鬥，陳顯直之子陳管乃帶兒子陳嘉清避居北港溪入海處的台仔挖（今口湖鄉台子村）。陳嘉清二十歲時，偕母返回南壇繼承家業，在笨港以「德發」為商號，經營染布坊，也繼續於南壇講道，至乾隆五十六年（1791年），他重建此壇，改名「水月庵」。
戰後地址為共和村頂菜園1號。1964年白河地震受損，擁有此寺的陳姓家族加以整修。
1977年，嘉義縣政府將水月庵列為三級古蹟，並設立鐫刻水月庵歷史的碑柱，上還有唐景崧詠水月庵的詩。1985年，古蹟評鑑小組將此寺列為第二批解除古蹟列管。2018年4月30日，北港鎮文史工作者吳登興提出聲請，希望將此寺列為文化資產。

## 主祀
依制度，這類壇會奉觀世音菩薩，宗教意義是接引在臺灣安葬的先民往生淨土，此寺就留有落款乾隆戊戌年（1778年）年的謝姓人士墓碑、鹿港城隍廟住持從愿和尚的墓碑。光緒十一年（1885年）寺方對聯「不必文章稱大士，雖無鐘鼓亦觀音」，描述水月庵是觀音寺。1988年記者報導時，已說水月庵以求子聞名。信徒會對註生娘娘擲出三聖筊方式，取得求子花。

## 文物

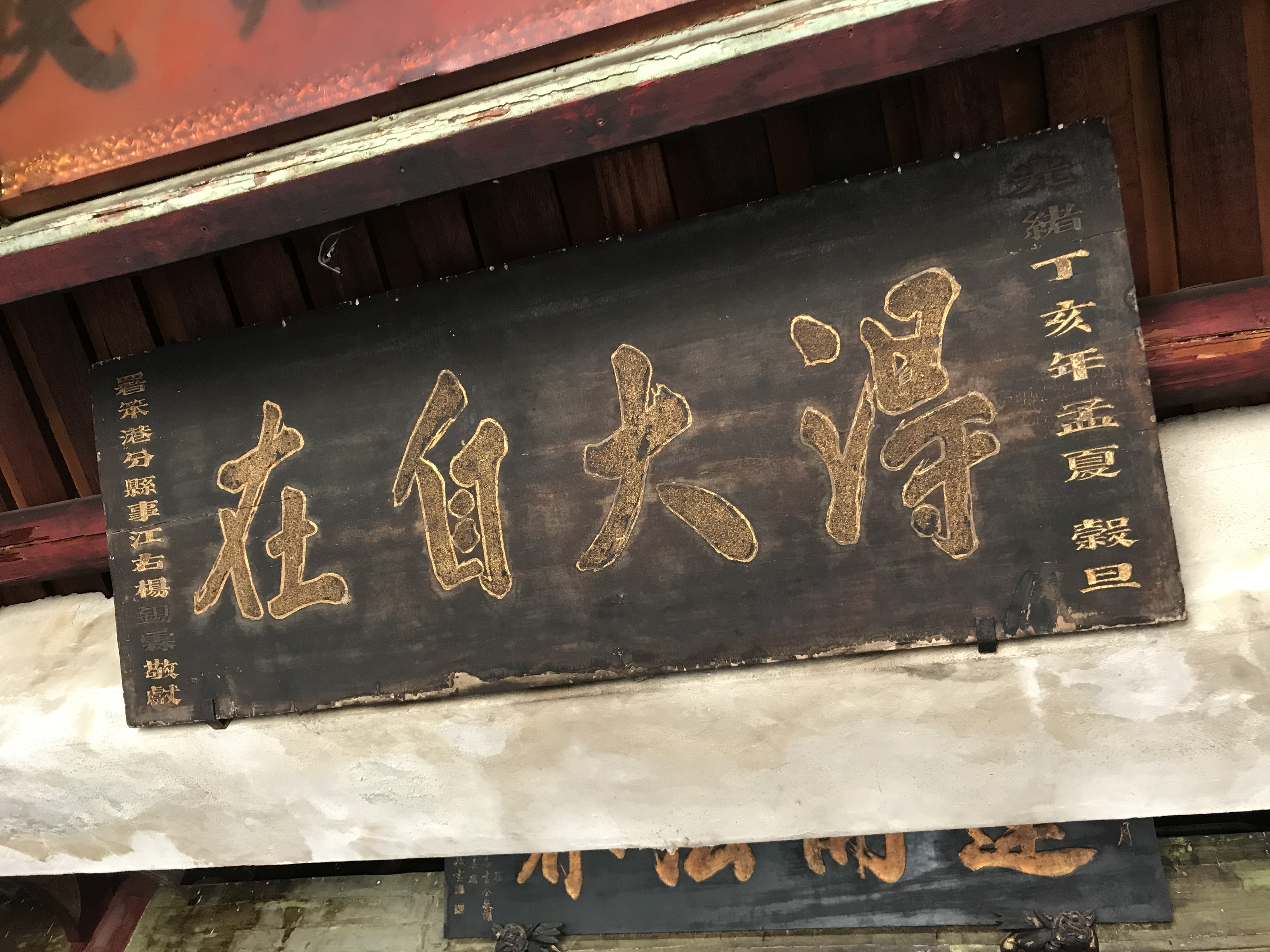
楊錫霖「得大自在」匾

供桌：神明供桌下桌的面板，底層右上方陽刻「乾隆伍拾陸年」字樣。寺方的陳哲正曾邀請逢甲大學歷史與文物所副教授李建緯、成功大學蔡侑樺協助，確定該供桌符合清代製作工法。
石臼：乾隆時，陳嘉清曾手頭拮据，為準備春節糧食，到笨港街三益境西勢平常有生意往來的一家米店賒一斗糙米。當他將米放進石臼要搗成白米時，米店伙計跑來告知說老闆說除夕為收帳之日，不可賒帳，便將米帶回。陳嘉清將米歸還後，與母親跪石臼前，立志只要一息存在，當要勤勞奮鬥。此後他們家族就保存石臼為傳家之寶，並將廟園取名「一息園」。
石敢當：寺地西面為小溪，在清朝時設有木橋供笨港與諸羅縣城之間的人車通過，日治初期拆除。當時的寺方管理員陳世南將橋的石敢當移至水月庵收藏。

## 音樂
寺方的陳姓家族除歷來經商外也與愛好音樂，如來臺灣第七代的陳家湖在日治時期就加入北港媽祖陣頭的北港樂團，其子女還至奧地利作西樂手。由於陳家湖將西樂帶進北港，家族致力推廣音樂，北港文化中心音樂廳特定以陳家湖命名。家族成員陳哲久在奧地利史泰爾馬克邦創辦的格拉茲音樂學院，是當地第一所由華人創辦的音樂學院。由於陳姓家族把水月庵當祖厝，他每次由奧地利回臺灣都回此歇息。

## 外部連結
- 南壇水月庵的Facebook專頁